# Yeah! Tour
Yeah! Tour – dziewiąta trasa koncertowa grupy muzycznej Def Leppard, w jej trakcie odbyło się osiemdziesiąt koncertów.

## Program koncertów
1. Intro/"Hellraiser" lub "Let's Get Rocked"
2. "Let It Go"
3. "Make Love Like A Man" lub "Promises"
4. "Bringin' On The Heartbreak"
5. "Foolin'" lub "No Matter What"
6. "Hysteria" lub "Hanging on the Telephone"
7. "Rock On"
8. "Rocket"
9. "Photograph"
10. "Armageddon It"
11. "Animal"
12. "Rock of Ages"
13. "Love Bites"
14. "Pour Sugar On Me"

## Lista koncertów
1. 3 czerwca 2006 – Mediolan, Włochy – Gods of Metal
2. 7 czerwca 2006 – Oberhausen, Niemcy – Rock the Nation Festival
3. 9 czerwca 2006 – Sölvesborg, Szwecja – Sweden Rock Festival
4. 10 czerwca 2006 – Lichtenvoorde, Holandia – Arrow Rock Festival
5. 12 czerwca 2006 – Zurych, Szwajcaria – Helvetiaplatz
6. 17 czerwca 2006 – Sheffield, Anglia – Hallam FM Arena
7. 18 czerwca 2006 – Londyn, Anglia – Hammersmith Odeon
8. 23 czerwca 2006 – Camden, New Jersey, USA – Tweeter Center at the Waterfront
9. 24 czerwca 2006 – Nowy Jork, Nowy Jork, USA – Nikon at Jones Beach Theater
10. 27 czerwca 2006 – Nowy Jork, Nowy Jork, USA – PNC Bank Arts Center
11. 28 czerwca 2006 – Uncasville, Connecticut, USA – Mohegan Sun Arena
12. 30 czerwca 2006 – Scranton, Pensylwania, USA – Toyota Pavillion at Montage Mountain
13. 1 lipca 2006 – Atlantic City, New Jersey, USA – Borgata Events Center
14. 3 lipca 2006 – Hershey, Pensylwania, USA – Hersheypark Stadium
15. 4 lipca 2006 – Raleigh, Karolina Północna, USA – Altel Pavillion at Walnut Creek
16. 7 lipca 2006 – Waszyngton, USA – Nissan Pavillion
17. 8 lipca 2006 – Virginia Beach, Wirginia, USA – Verizon Wireless Amphitheater
18. 10 lipca 2006 – West Palm Beach, Floryda, USA – Sound Advice Amphitheater
19. 11 lipca 2006 – Tampa, Floryda, USA – Ford Amphitheatre
20. 13 lipca 2006 – Atlanta, Georgia, USA – Chastain Park Amphitheater
21. 15 lipca 2006 – Charlotte, Karolina Północna, USA – Verizon Wireless Amphitheatre Charlotte
22. 16 lipca 2006 – Nashville, Tennessee, USA – Starwood Amphitheatre
23. 18 lipca 2006 – Minneapolis, Minnesota, USA – Target Center
24. 19 lipca 2006 – Chicago, Illinois, USA – First Midwest Bank Amphitheatre
25. 21 lipca 2006 – St. Louis, Missouri, USA – UMB Bank Pavillion
26. 22 lipca 2006 – Indianapolis, Indiana, USA – Verizon Wireless Music Center
27. 24 lipca 2006 – Detroit, Michigan, USA – DTE Energy Music Theatre
28. 25 lipca 2006 – Cincinnati, Ohio, USA – Riverbend Music Center
29. 28 lipca 2006 – San Antonio, Teksas, USA – Verizon Wireless Amphitheater Selma
30. 29 lipca 2006 – Dallas, Teksas, USA – Smirnoff Music Centre
31. 30 lipca 2006 – Houston, Teksas, USA – Cynthia Woods Michelle Pavillion
32. 15 sierpnia 2006 – Denver, Kolorado, USA – Red Rocks Amphitheatre
33. 16 sierpnia 2006 – Salt Lake City, Utah, USA – USANA Amphitheatre
34. 18 sierpnia 2006 – Las Vegas, Nevada, USA – Mandalay Bay Events Center
35. 22 sierpnia 2006 – Phoenix, Arizona, USA – Cricket Wireless Pavillion
36. 23 sierpnia 2006 – San Diego, Kalifornia, USA – Coors Amphitheatre
37. 25 sierpnia 2006 – San Francisco, Kalifornia, USA – Chronicle Pavilion
38. 26 sierpnia 2006 – San Francisco, Kalifornia, USA – Chronicle Pavilion
39. 27 sierpnia 2006 – Sacramento, Kalifornia, USA – Sleep Train Amphitheatre
40. 30 sierpnia 2006 – Portland, Oregon, USA – Clark County Amphitheatre
41. 31 sierpnia 2006 – Seattle, Waszyngton, USA – White River Amphitheatre
42. 2 września 2006 – Boise, Idaho, USA – Idaho Center
43. 3 września 2006 – Reno, Nevada, USA – Reno Events Center
44. 6 września 2006 – Kansas City, Missouri, USA – Verizon Wireless Amphitheatre Kansas City
45. 7 września 2006 – Ames, Iowa, USA – Hilton Coliseum
46. 9 września 2006 – Milwaukee, Wisconsin, USA – Marcus Amphitheatre
47. 10 września 2006 – Columbus, Ohio, USA – Germain Amphitheater
48. 12 września 2006 – Cleveland, Ohio, USA – Blossom Music Center
49. 13 września 2006 – Pittsburgh, Pensylwania, USA – Post-Gazette Pavillion
50. 15 września 2006 – Nnowy Jork, Nowy Jork, USA – PNC Bank Arts Center
51. 16 września 2006 – Saratoga Springs, Nowy Jork, USA – Saratoga Performings Arts Center
52. 19 września 2006 – Uncasville, Connecticut, USA – Mohegan Sun Arena
53. 20 września 2006 – Darien, Nowy Jork, USA – Darien Lake Performings Arts Center
54. 22 września 2006 – Atlantic City, New Jersey, USA – Borgata Events Center
55. 23 września 2006 – Boston, Massachusetts, USA – Tweeter Center Boston
56. 10 października 2006 – Fresno, Kalifornia, USA – Save Mart Center
57. 13 października 2006 – Los Angeles, Kalifornia, USA – Hollywood Bowl
58. 14 października 2006 – San Bernardino, Kalifornia, USA – Hyundai Pavillion
59. 16 października 2006 – Albuquerque, Nowy Meksyk, USA – Journal Pavillion
60. 17 października 2006 – Loveland, Kolorado, USA – Budweiser Events Center
61. 19 października 2006 – Oklahoma City, Oklahoma, USA – Ford Center
62. 21 października 2006 – Fargo, Dakota Północna, USA – Fargodome
63. 22 października 2006 – Omaha, Nebraska, USA – Qwest Events Center
64. 24 października 2006 – Grand Rapids, Michigan, USA – Van Andel Arena
65. 25 października 2006 – Green Bay, Wisconsin, USA – Resch Center
66. 27 października 2006 – Moline, Illinois, USA – MARK of the Quad Cities
67. 28 października 2006 – Bloomington, Indiana, USA – Assembly Hall
68. 30 października 2006 – North Little Rock, Arizona, USA – Alltel Arena
69. 1 listopada 2006 – Birmingham, Alabama, USA – Verizon Wireless Music Center
70. 2 listopada 2006 – Columbia, Maryland, USA – Colonial Center
71. 4 listopada 2006 – Atlanta, Georgia, USA – Phillips Arena
72. 5 listopada 2006 – Orlando, Floryda, USA – TD Waterhouse Centre
73. 7 listopada 2006 – Miami, Floryda, USA – Hard Rock Live
74. 8 listopada 2006 – Jacksonville, Floryda, USA – Jacksonville Veterans Memorial Coliseum
75. 10 listopada 2006 – Baltimore, Maryland, USA – 1st Mariner Arena
76. 11 listopada 2006 – Manchester, New Hampshire, USA – Verizon Wireless Arena
77. 14 listopada 2006 – Memphis, Tennessee, USA – FedExForum
78. 15 listopada 2006 – Shreveport, Luizjana, USA – CenturyTel Center
79. 17 listopada 2006 – Nowy Orlean, Luizjana, USA – New Orleans Arena
80. 19 listopada 2006 – San Juan, Portoryko – José Miguel Agrelot Coliseum